# Dhaliyur
Dhaliyur é uma panchayat (vila) no distrito de Coimbatore, no estado indiano de Tamil Nadu.

## Demografia
Segundo o censo de 2001,  Dhaliyur  tinha uma população de 8579 habitantes. Os indivíduos do sexo masculino constituem 52% da população e os do sexo feminino 48%. Dhaliyur tem uma taxa de literacia de 66%, superior à média nacional de 59.5%: a literacia no sexo masculino é de 73% e no sexo feminino é de 58%. Em Dhaliyur, 10% da população está abaixo dos 6 anos de idade.